# Proskription
Die Proskription (von lateinisch proscriptio ‚Bekanntmachung‘, ‚Achterklärung‘) war im antiken Rom die Ächtung einer Person. Diese durfte nach römischem Recht von jedem getötet werden und ihre Hinterlassenschaft fiel dem Staat zu. Die Namen der geächteten Personen wurden öffentlich ausgehängt und oft gab es eine Belohnung für denjenigen, der einen Proskribierten tötete.

## Die Proskriptionen Sullas
Im Kampf zwischen den Optimaten unter Lucius Cornelius Sulla und den Popularen um Gaius Marius und Lucius Cornelius Cinna kam es in Rom zu zahlreichen Morden an den politischen Gegnern. Nach Übernahme der Diktatur nutzte Sulla dann die Proskription, um diese Taten von seiner Seite aus zu legalisieren, sowie um weitere Feinde zu vernichten und deren Vermögen einzuziehen. Manche Anhänger Sullas nutzten die Gelegenheit, sich persönlich am Hab und Gut der Unglücklichen zu bereichern. Die daraus resultierenden Feindschaften und Rechtsstreitigkeiten wirkten nach dem Abgang Sullas noch mehrere Jahrzehnte nach und trugen entscheidend zur Schwächung der Republik bei.

## Proskriptionen der Triumvirn
Im Jahre 43 v. Chr. bedienten sich die Triumvirn Marcus Aemilius Lepidus, Marcus Antonius und Octavian erneut der Proskription, jedoch nicht allein, um politische Widersacher auszuschalten, sondern vor allem, um den bevorstehenden Bürgerkrieg gegen die Caesarmörder Marcus Iunius Brutus und Gaius Cassius Longinus zu finanzieren.
Die Gesamtzahl der Toten dieser zweiten Proskriptionswelle belief sich auf etwa 2300 Personen, davon sind 300 dem Senatoren- und 2000 dem Ritterstand zuzuordnen. Bekannte Opfer waren Marcus Tullius Cicero und dessen Bruder Quintus.
Nicht wenige Proskribierte konnten sich jedoch zu Sextus Pompeius nach Sizilien retten, der 39 v. Chr. im Vertrag von Misenum ihre Rehabilitation und Entschädigung erreichte. Die meisten Überlebenden kehrten daraufhin nach Rom zurück. Dieser Schlussstrich unter die begangenen Verbrechen war später, nach Octavians endgültigem Sieg in den Bürgerkriegen, überaus wichtig für den geordneten Übergang zum Prinzipat, weil dadurch die dauerhafte rechtliche Unsicherheit vermieden wurde, die nach den Proskriptionen Sullas das politische Klima der Republik vergiftet hatte.

## Dieproscriptioim Formularprozess
Im römischen Formularprozess war die proscriptio die öffentliche Verkündung einer stattgehabten Beschlagnahme des Vermögens des Schuldners nach ergangenem Urteil (missio in bona). Sie leitete das Vollstreckungsverfahren ein und diente zwei Zwecken. Zum einen sollte den angeschlossenen Gläubigern Gelegenheit gegeben werden ihre Forderungen anzumelden. Zum anderen diente die Bekanntmachung der Information Angehöriger und Freunde des Schuldners, sodass diese die Schuld gegebenenfalls bezahlten. Die Verkaufsvorbereitungen der Sachen(n) zum Zwecke der Erlöserzielung organisierte – auf Anordnung des Prätors – der magister bonorum.